# Chipkaart

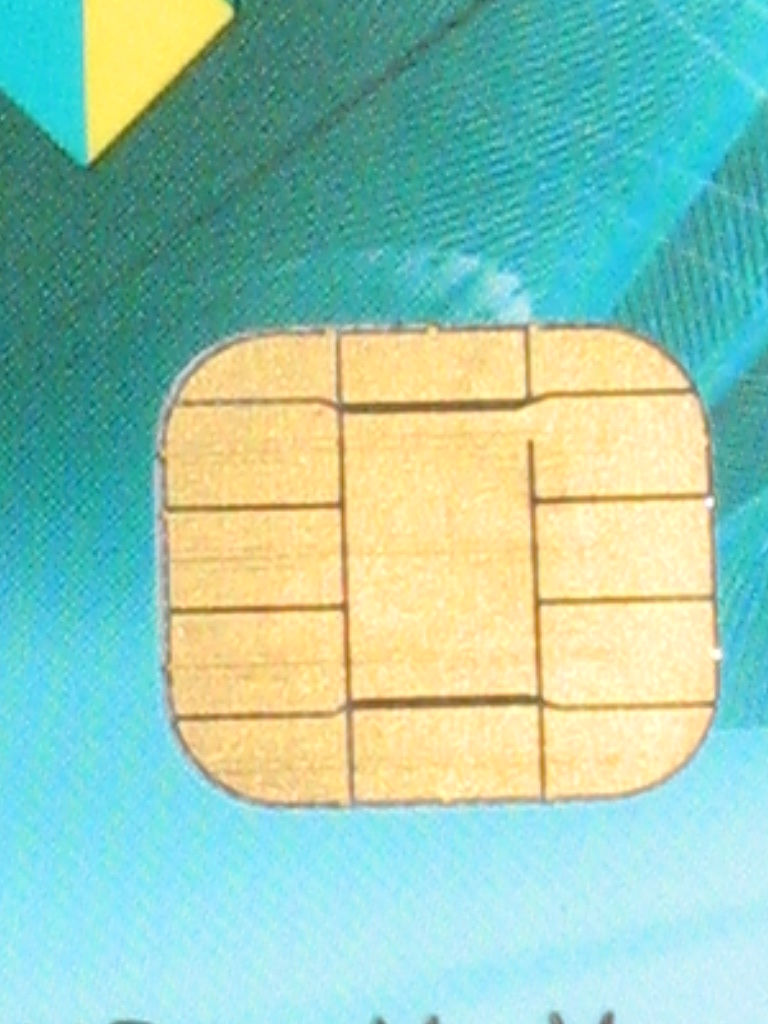
De contactpunten van de chip op een bankpas

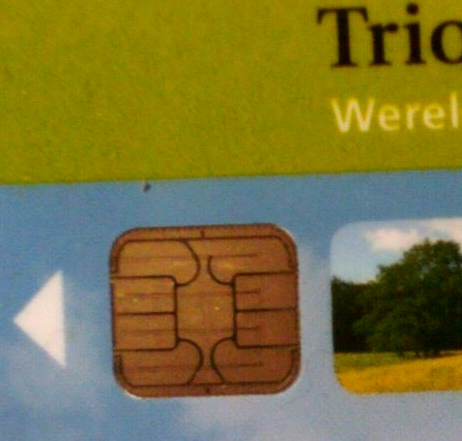
De contactpunten van de nieuwe, uitgebreide EMV-chip die 'pinnen met de chip' mogelijk maakt

Een chipkaart of smartcard is een plastic kaart met een microprocessorchip. Deze chip bevat een processor, geheugen en contactpunten.
Er zijn ook contactloze chipkaarten waarop de contactpunten ontbreken omdat die gebruikmaken van NFC.

## Geschiedenis
De chipkaart is uitgevonden door de Fransman Roland Moreno in 1974. De chip is samengesteld met microprocessor en geheugen en is dus een microcomputer. De functie van de microcomputer is de toegang tot de opgeslagen gegevens te beheren in het kader van gegevensbeveiliging. Moderne chips worden met steeds meer geheugen uitgerust. De oudste kaart heeft een geheugen van 8 kilobyte en de kaart anno 2004 512 kilobyte. Deze steeds grotere geheugenomvang is nodig om meer uitgebreide beveiliging te kunnen herbergen.
De grootste chipkaartproducent in de wereld is Gemplus: deze heeft tot 2004 meer dan 5 miljard chipkaarten geproduceerd, In 2006 is Gemplus met Axalto (de voormalige Schlumberger en Solaic) samen gegaan in Gemalto.

## Onderdelen
Het geheugen op een chip bestaat uit drie delen:
- RAM
- ROM
- EEPROM

Het read-only memory (ROM) bevat het besturingsprogramma van de chip. In het begin van de chipkaartgeschiedenis bestond het geheugen van een chipkaart uitsluitend uit EEPROM.

## Overzicht van verschillende kaartsystemen

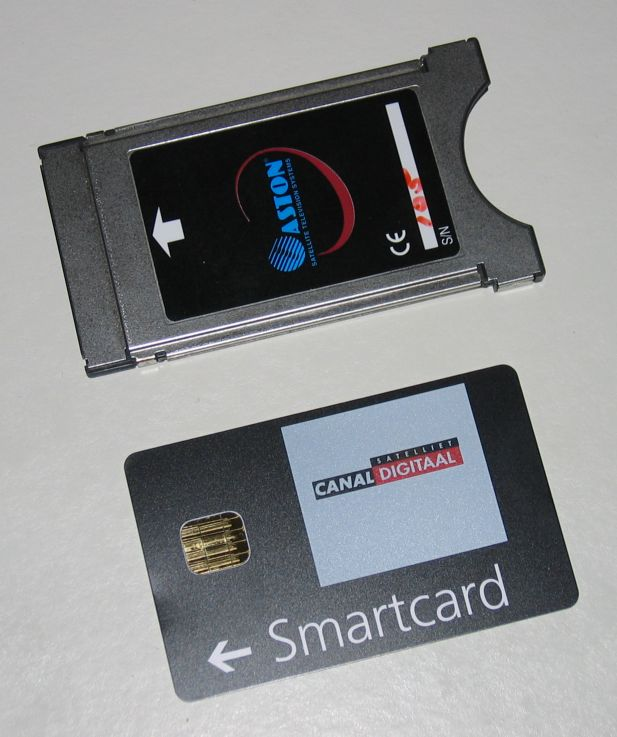
CAM en smartcard voor een satellietontvanger

- Een normale pas zonder geavanceerde technologie, hoogstens een streepjescode of een pons-systeem.
- Een magneetstripkaart, zoals toegepast op veel bankpassen, kan men vergelijken met het beschrijven van een audiobandje. De gegevens zijn dan te wissen en te herschrijven.
- Memory en smartcard zijn chipkaarten: te vergelijken met een magneetkaart waarbij de informatie is opgeslagen in een geheugenchip. De kaart kan een beveiliging hebben. De kaarten zonder beveiliging zijn bijvoorbeeld telefoonkaarten. Bij de smartcard heeft de chip niet alleen geheugen maar ook een microprocessor die communicatie en berekeningsfuncties in de kaart zelf mogelijk maakt.
- Optische kaart: gegevens op een optische kaart zijn met een lichtstraal te lezen. De hoeveelheid gegevens is ongeveer 2 megabyte. De techniek bij optische kaarten is te vergelijken met de werking van een cd. De gegevens kunnen dan ook niet meer gewijzigd worden (read-only).

## Middleware
Om toepassingen met smartcards te kunnen laten communiceren bestaan er tegenwoordig twee standaarden:
- De PKCS#11-standaard, ook bekend onder de naam CrypTokI, ofwel Cryptographic Token Interface. Deze standaard is ontwikkeld door het bedrijf RSA en is aan het publieke domein overhandigd. PKCS#11 middleware is voor veel smartcards beschikbaar op veel platforms als Linux, Windows, BSD, UNIX etc.
- De CSP-standaard, ook bekend als MS CAPI. Deze standaard is ontwikkeld door Microsoft en is alleen beschikbaar voor Windows.

## Toepassingen
- e-handtekening
- identificatie en authenticatie voor netwerktoegang, ...
- gegevensopslag
- toegangscontrole
- thuisbankieren
- e-commerce
- e-geldbuidel, e-klantenkaart

### Nederland
- Tripperpas, alleen gebruikt voor een testperiode
- Telefoonkaart
- Chipknip en Chipper (beide niet meer in gebruik)
- Televisieabonnementen
- Identiteitskaart
- OV-chipkaart

### België
- SIS-kaart, Assurcard (gegevens hospitalisatieverzekering)
- Elektronische identiteitskaart
- Telefoonkaart
- bankkaart (Maestro, Bancontact, Proton (werkt ook als telefoonkaart))